# Sebastián Méndez
Sebastián Ariel Méndez Pardiñas (Buenos Aires, 4 luglio 1977) è un allenatore di calcio ed ex calciatore argentino, di ruolo difensore.

## Carriera
Milita nel Velez Sarsfield fra il 1994 ed il 2002 vincendo tutto a livello nazionale e internazionale intorno alla metà degli anni novanta.

## Palmarès

### Giocatore

#### Competizioni nazionali
- Campionato argentino: 5

Vélez Sársfield: Apertura 1995, Clausura 1996, Clausura 1998
San Lorenzo: Clausura 2007
Banfield: Apertura 2010

#### Competizioni internazionali
- Coppa Libertadores: 1

Vélez Sársfield: 1994
- Coppa Intercontinentale: 1

Vélez Sársfield: 1994
- Coppa Interamericana: 1

Vélez Sarsfield: 1994
- Supercoppa Sudamericana: 1

Vélez Sársfield: 1996
- Recopa Sudamericana: 1

Vélez Sársfield: 1997